# Cerik (Vrbovec)
Cerik is een plaats in de gemeente Vrbovec in de Kroatische provincie Zagreb. De plaats telt 70 inwoners (2001).